# Karlova Ves (Eslováquia)
Karlova Ves (em alemão: Karlsdorf; em húngaro: Károlyfalu)  é um bairro de Bratislava, capital da Eslováquia. Está situado no distrito de Bratislava IV, na região de Bratislava. Tem 11,02 km² de área e sua população em 2018 foi estimada em 33.485 habitantes.